# Ödet (Skivvärlden)
Ödet är en fiktiv gud som förekommer i Terry Pratchetts böcker om Skivvärlden.

## Kuriosa
Ödet är en gud i Skivvärlden, som är mästare på gudarnas spel. I början av Spännande tider förklaras att Ödet alltid ligger bakom allting, och att han alltid vinner. I början spelar gudarna ett spel, som han vinner. Han föreslår en räcka andra spel, men de andra gudarna verkar vägra, eftersom han är så bra på det. Han spelar senare ett parti Framtiden För Nationer På Fallrepet med Frun. Ödet har svarta ögon, det enda som gudarna inte kan förändra.